# Barranc de Caraita
El barranc de Caraita és un barranc situat a la comarca del Comtat, al sud del País Valencià. Travessa els termes municipals de Benillup, Millena, Benimarfull, Cocentaina i l'Alqueria d'Asnar.
Es forma al vessant occidental de la Serra d'Almudaina, entre els termes municipals de Benillup i Millena, i davalla cap al nord-oest entre els termes de Cocentaina al sud, Benimarfull al nord i l'Alqueria d'Asnar a l'oest. Fent nombrosos retombs a causa de l'orografia del lloc, en el vessant oriental està situat el poble de Benillup, que és l'únic que fita amb el barranc i provoca problemes pel risc d'erosió i solsides. El riu que discorre pel sòl del barranc és afluent del Riu Serpis.